# Wischlingen
Wischlingen ist ein Stadtteil im Dortmunder Stadtbezirk Huckarde. Der Vorort Wischlingen geht zurück auf das Rittergut Haus Wischlingen. 

## Geschichte
Der allodiale Rittersitz Haus Wischlingen, zwischen Huckarde und Rahm am Roßbach gelegen, gehörte ursprünglich in den Oberhof Huckarde des Stifts Essen und war bis ins 14. Jahrhundert in Besitz eines Ministerialengeschlechts, welches sich danach „de Wischele“ oder „van Wischlinc“ nannte. Im Jahr 1332 wurde ein Everhardi de Wischelinch urkundlich erwähnt. Mit Johann van Wischelinc starb nach 1360 das Adelsgeschlecht im Mannesstamm aus. 
Haus Wischlingen kam durch Johanns Töchter an ihre Ehegatten Wilhelm von Frydag und Johann von Ovelacker, zwischen denen es geteilt wurde. Die Kapelle auf dem Gut, der Muttergottes und dem Hl. Antonius geweiht, wurde um 1400 durch Johann Ovelacker und dessen Sohn Tönnis errichtet. Johann Ovelacker war 1396 Schulte in Huckarde und wurde ab 1415 vom Stift Essen zum obersten Schulten und Verwalter des Amtshofes Huckarde bestellt. 1450 wurde das Rittergut Wischlingen in der klevisch-märkischen Fehde eingenommen und  märkisches Lehen. Der Frydag’sche Anteil am Gut ging Ende des 15. Jahrhunderts durch Heirat der Erbtochter an Berthold I. von Plettenberg. Nach dessen Tod kam sein Anteil am Gut durch Heirat der Erbtochter 1526 an Jürgen  von Syberg zum Busch. Am 8. September 1612 verkaufte der Drost von Altena und Iserlohn Diederich Ovelacker († 1633) seine Hälfte von Haus Wischlingen mit allem Zubehör an den Drost des Amtes Bochum Georg von Syberg († 1627) und Ehefrau Anna von Neuhof († 1647), die nunmehr Gesamteigentümer wurden. Vorletzter Gutsbesitzer des Geschlechts war Johann Friedrich Wilhelm Freiherr von Syberg († 1818) zu Kemnade und Wischlingen, Gerichtsherr zu Stiepel. Nach dem Tod dessen Sohnes Friedrich kam Haus Wischlingen durch Heirat der Erbtochter 1825 an die Familie von Sydow. Deren Nachkommen 1913 Haus Wischlingen an die Gelsenkirchener Bergwerks-AG verkauften.
Das Dorf Wischlingen wurde erstmals 1841 in einer Ortschaftstabelle erwähnt. Die Deutung des Ortsnamens kann mit der ing-Ableitung vermutlich nach etwas benannt werden, das (zu) dem aus Wischel gehört, etwa der Familiensitz.
Nach Auflösung der Grafschaft Mark in der Franzosenzeit gehörte ab 1809 Wischlingen als eigenständige Landgemeinde zur Munizipalität Lütgendortmund im Kanton Bochum und Arrondissement Dortmund. Ab 1817 zum Amt Lütgendortmund im Kreis Dortmund. Ab 1886 zum Amt Dorstfeld im Kreis Dortmund. 1885 hatte die Landgemeinde (plus 4 Wohnplätze) eine Fläche von 84 ha, davon 30 ha Ackerland, 20 ha Wiesen und 3 ha Holzungen. Es gab 18 Wohngebäude mit 35 Haushaltungen und 204 Einwohner. Am 1. April 1914 wurde Wischlingen nach Dortmund eingemeindet.
Heute ist Wischlingen vor allem durch den im Stadtteil liegenden Revierpark Wischlingen bekannt. Südlich des Stadtbezirks findet sich das Naturschutzgebiet Hallerey.
Der Haltepunkt Dortmund-Wischlingen wird mit der Linie S2 im S-Bahn-Netz Rhein-Ruhr bedient.

## Bevölkerung
Zum 31. Dezember 2018 lebten 1737 Einwohner in Wischlingen.
Struktur der Wischlinger Bevölkerung:
- Bevölkerungsanteil der unter 18-Jährigen: 18,4 % [Dortmunder Durchschnitt: 16,2 % (2018)][8]
- Bevölkerungsanteil der mindestens 65-Jährigen: 19,1 % [Dortmunder Durchschnitt: 20,2 % (2018)][9]
- Ausländeranteil: 12,0 % [Dortmunder Durchschnitt: 18,2 % (2018)][10]
- Arbeitslosenquote: 8,4 % [Dortmunder Durchschnitt: 9,8 % (2018)][11]

Das durchschnittliche Einkommen in Wischlingen liegt etwa 15 % unter dem Dortmunder Durchschnitt.

### Bevölkerungsentwicklung
| Jahr      | 2003 | 2008 | 2013 | 2018 |
| --------- | ---- | ---- | ---- | ---- |
| Einwohner | 1431 | 1410 | 1692 | 1737 |